# Золушка холмов
«Золушка холмов» (англ. Cinderella of the Hills) — немая чёрно-белая мелодрама 1921 года.

## Сюжет
Джайлс Гредли бросает жену ради красотки Кейт и женится на ней. Его дочь Норрис приезжает на ранчо в надежде вернуть отца в семью и ради этой цели вынуждена терпеть издевательства мачехи. Вскоре на ранчо нанимается Клод Уолкотт и влюбляется в Норрис. За спиной у мужа коварная Кейт начинает встречаться со своим бывшим любовником Родни Бейтсом. Застав жену в объятьях другого, Джайлс выгоняет её. Она бежит из дома и погибает, свалившись в пропасть. В конце концов отец мирится с Норрис, и их семья воссоединяется.

## В ролях
- Барбара Бедфорд — Норрис Гредли
- Барбара ла Марр — Кейт Гредли
- Том Магуайр — Джайлс Гредли
- Карл Миллер — Клод Уолкотт
- Сесил ван Окер — Родни Бейтс